# John and Annie Glenn Museum

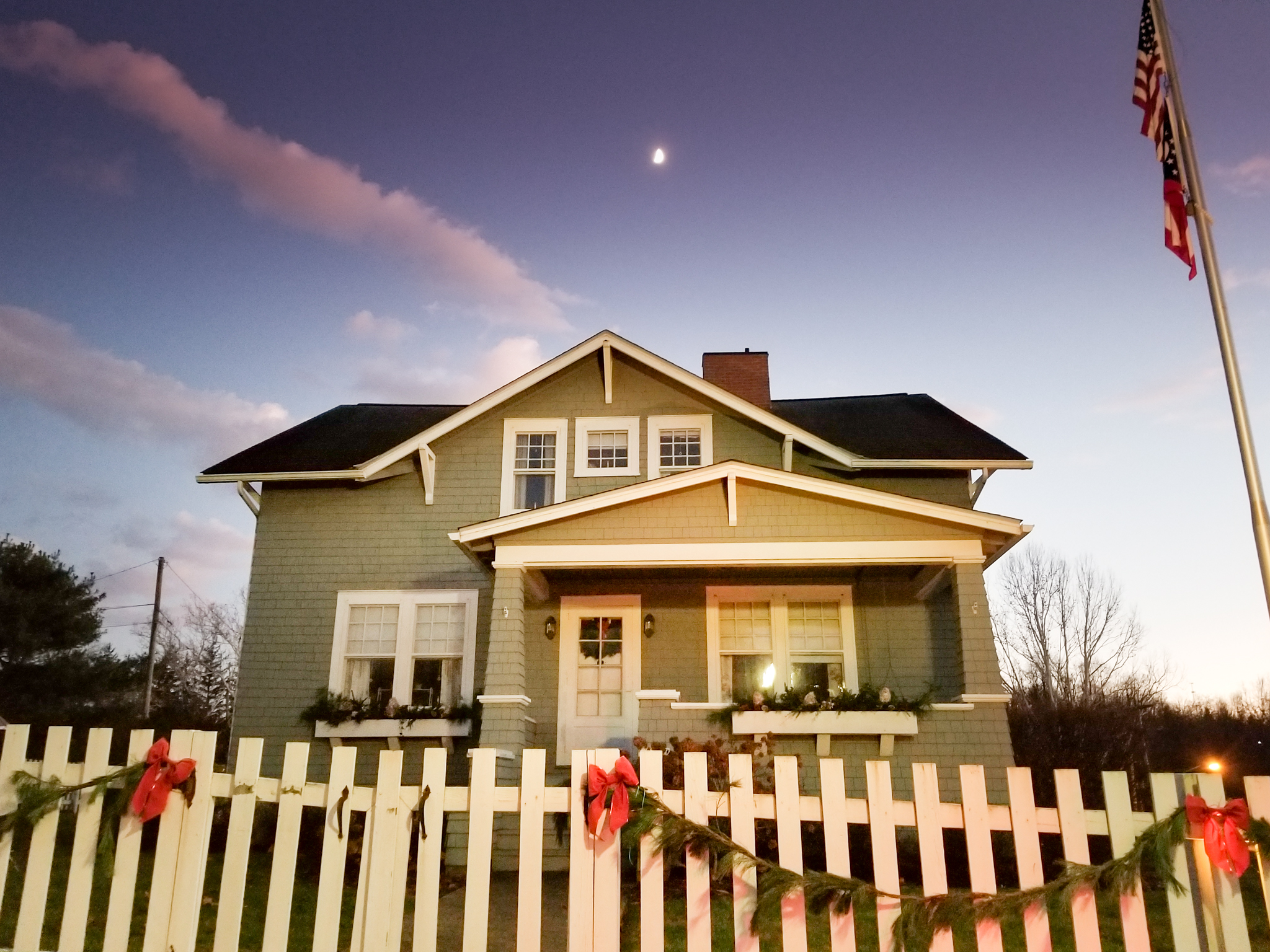
Das John & Annie Glenn Museum in New Concord (Ohio); Foto: AJ Jain

Das John & Annie Glenn Museum ist ein Museum in dem amerikanischen Dorf New Concord (Ohio), das sich dem Leben des Astronauten und Politikers John Glenn und seiner Frau Annie Glenn widmet. Es ist in Glenns Elternhaus untergebracht, in dem er bis zu seiner Einberufung zum Kriegsdienst lebte.
Neben dem Leben von John und Annie Glenn informiert die Ausstellung auch über den Alltag während der Weltwirtschaftskrise und an der Heimatfront während des Zweiten Weltkriegs.